# Андреєв Олександр Микитович
Олександр Микитович Андреєв (нар. 1917, село Дмитрівка, тепер Знам'янського району Кіровоградської області — 1988) — український радянський діяч, 1-й секретар Черкаського обкому КПУ. Депутат Верховної Ради УРСР 6-го скликання. Депутат Верховної Ради СРСР 7—9-го скликань. Член ЦК КПУ в 1966—1976 р.

## Біографія
Народився в родині селянина-бідняка.
У 1933—1942 роках — учитель, завідувач навчальної частини, директор неповної середньої школи на Кіровоградщині. У 1941 році був евакуйований у Свердловську область РРФСР.
У 1942—1945 роках — у Червоній армії. Учасник німецько-радянської війни. Служив рядовим взводу управління 537-го мінометного полку.
Член ВКП(б) з 1944 року.
З 1945 року — лектор, пропагандист, секретар районного комітету КП(б)У Кіровоградської області.
У 1950—1953 роках — слухач Вищої партійної школи при ЦК КПУ. Потім закінчив заочно Уманський сільськогосподарський інститут.
У 1953 — січні 1954 року — 1-й секретар Кам'янського районного комітету КПУ Кіровоградської області.
З січня 1954 року — завідувач відділу партійних, профспілкових та комсомольських органів Черкаського обласного комітету КПУ.
У червні 1954 — січні 1963 року — секретар Черкаського обласного комітету КПУ.
4 січня 1963 — грудень 1964 року — 2-й секретар Черкаського сільського обласного комітету КПУ.
У грудні 1964 — жовтні 1965 року — 2-й секретар Черкаського обласного комітету КПУ.
У жовтні 1965 — січні 1976 року — 1-й секретар Черкаського обласного комітету КПУ.
Потім — на пенсії.

## Нагороди
- орден Леніна (26.02.1958)
- орден Жовтневої Революції
- орден Вітчизняної війни 1-го ст. (6.04.1985)
- медаль «За відвагу»
- медаль «За трудову доблесть»
- медалі